# Eugoa trifasciella
Eugoa trifasciella är en fjärilsart som beskrevs av Embrik Strand 1922. Eugoa trifasciella ingår i släktet Eugoa och familjen björnspinnare. Inga underarter finns listade i Catalogue of Life.